# AOC International
AOC International (також AOC, раніше Admiral Overseas Corporation, спрощ.: 冠捷科技有限公司; піньїнь: [Guānjié kējì yǒuxiàn gōngsī]) - транснаціональна компанія з виробництва електроніки зі штаб-квартирою в Тайбеї, Тайвань, і дочірньою компанією TPV Technology. Компанія розробляє та виготовляє великий асортимент IPS, TFT та РК-дисплеїв, які продаються в усьому світі під торговою маркою AOC.

## Історія
Історія «Admiral Overseas Corporation» бере початок в 1967 році у місті Чикаго, штат Іллінойс. Компанію було створено Росом Сірагусою, як азійський підрозділ «Admiral Corporation». Згодом виробництво налагодили на Тайвані, де почали виготовляти перші в країні кольорові телевізори на експорт. У 1978 році «Admiral Overseas Corporation» було перейменовано на «AOC International». Прямий маркетинг під торговою маркою «AOC» розпочався в 1979 році. Офіси компанії знаходяться в США, Китаї, Європі, Бразилії, Індії та Мексиці. На сьогодні продукція «AOC» доступна у більш ніж 40 країнах світу та включаючає ЕПТ та рідко-кристалічні монітори, телевізори, багатофункціональні пристрої та планшети на ОС Android.

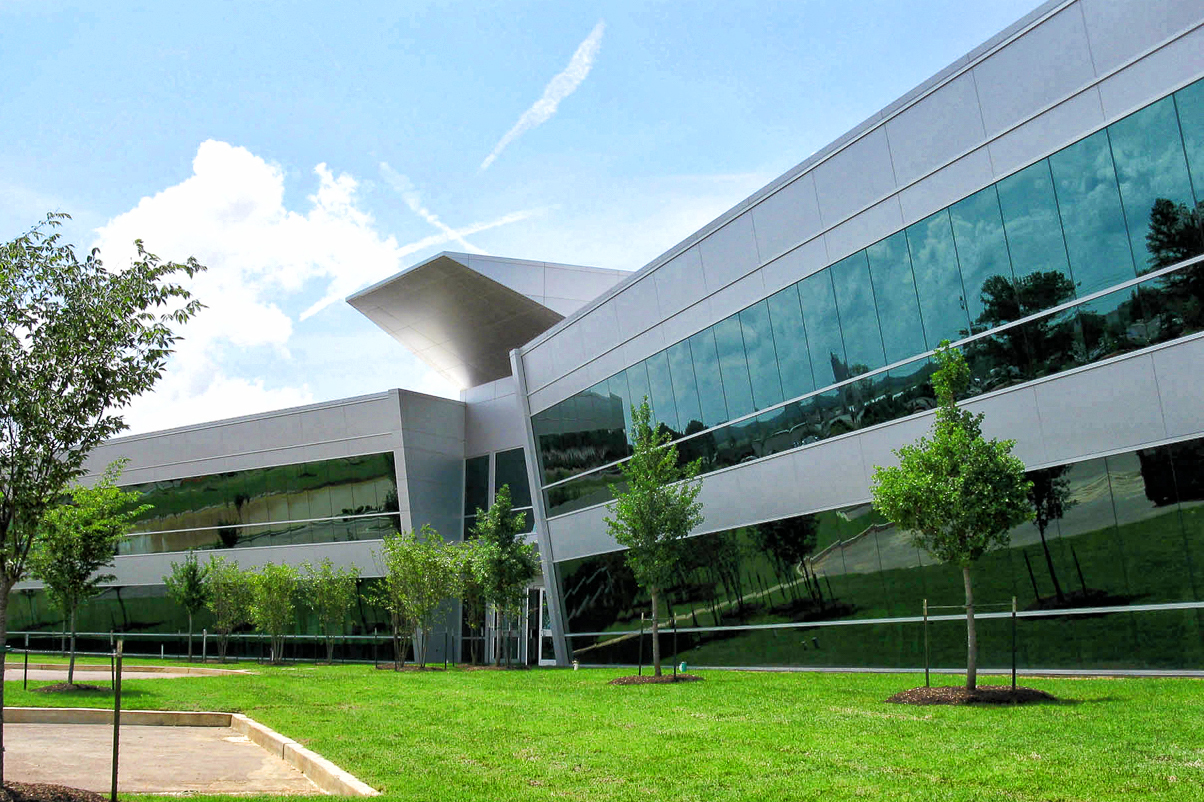
Штаб-квартира AOC в місті Пайпертон, штат Теннессі

## Хронологія
- 1934 - «Continental Radio and Television Corporation» заснована в місті Чикаго, штат Іллінойс Росом Сірагусою. Пізніше назву буде змінено на «Admiral Corporation».
- 1947 - компанію і бренд «Admiral» було створено в США. Це одна з перших компаній, яка випускає кольорові телевізори.
- 1951 - «Admiral» продає понад 5 мільйонів телевізорів.
- 1967 - на Тайвані створено «Admiral Overseas Corporation», як перший виробник кольорових телевізорів на експорт.
- 1978 - «Admiral Overseas Corporation» перейменовано на «AOC International».
- 1979 - «AOC» розпочинає прямий маркетинг під власною торговою маркою.
- 1982 - торгова марка «AOC» зареєстрована у всьому світі.
- 1988-1997 - «AOC» створює офіси продажів у США, Китаї, Європі та Бразилії. Основна увага приділяється комп'ютерним моніторам.
- 1999-2001 - «AOC» виходить на ринок дисплеїв у Новій Зеландії та Австралії.
- 2005 - «AOC» виходить на ринок Індії.
- 2006 - «AOC» виходить на ринок Мексики.
- 2007 - 2009 - продукція «AOC» продається у більш ніж 40 країнах світу, та включає ЕПТ та РК-монітори, РК-телевізори та багатофункціональні ПК.
- 2016 - «AOC» запускає лінійку преміальних ігрових моніторів AOC AGON.

## Дивитися також
- Список компаній Тайваню

## Зовнішні посилання
- Офіційний сайт